# Flavio Bravo Pardo
Flavio Bravo Pardo (La Habana, 18 de julio de 1921 - 27 de febrero de 1988) fue un militar y político comunista cubano. Fue Presidente de la Asamblea Nacional del Poder Popular de Cuba entre 1981 y 1988.

## Juventud
Flavio Bravo Pardo nació en La Habana, Cuba, el 18 de julio de 1921. Abandonó los estudios secundarios a los trece años para trabajar y apoyar económicamente a su familia.
En los años 1930 se unió a la Hermandad de Jóvenes Cubanos, organización juvenil del Partido Comunista, y presidió la Comisión Nacional Obrera de esta. En 1938 fue elegido como responsable juvenil de la Federación Obrera de La Habana y en 1939, con la creación de la Central de Trabajadores de Cuba, se integró en esta.
En 1940 la Hermandad de Jóvenes Cubanos y la Agrupación de Jóvenes del Pueblo se fusionaron para crear la Juventud Revolucionaria Cubana. Flavio Bravo Pardo fue un destacado cuadro de esta.
En 1941 recibió instrucción militar y en 1942 el Partido Comunista le nombró responsable de Organización del Comité Nacional de la Juventud Revolucionaria Cubana.
El 18 de noviembre de 1944 se creó la Juventud Socialista de Cuba.  Bravo presidió la organización durante 12 años.
En 1945 fue elegido miembro del Comité Central del Partido Socialista Popular (PSP). En 1953 el partido fue ilegalizado y Bravo pasó a formar parte del Comité Ejecutivo Nacional en la clandestinidad.
El 10 de noviembre de 1956 el PSP encargó a Bravo entrevistarse con Fidel Castro en México. El PSP había tenido diferencias hasta entonces con el Movimiento 26 de Julio, pero entonces acordaron apoyar la llegada del Granma.

## Carrera militar
Tras el triunfo de la Revolución cubana de 1959, Bravo pasó a formar parte de la Comisión Militar del PSP y fue ascendido a capitán del Ejército Rebelde. Posteriormente ejerció el cargo de primer jefe de operaciones del Ejército Oriental hasta 1961.
En 1961 formó parte de una comitiva que viajó a la Unión Soviética para negociar el apoyo defensivo frente a Estados Unidos.
Fue jefe de la Dirección de Operaciones de las Fuerzas Armadas Revolucionarias de Cuba hasta 1964. Durante su mandato, participó en la defensa de la invasión de bahía de Cochinos. Como miembro de las Fuerzas Armadas participó en misiones internacionales en Argelia en 1963 y en Guinea-Bisáu en 1967.
Formó parte de la dirección de las Organizaciones Revolucionarias Integradas (1961-1962) y el Partido Unido de la Revolución Socialista de Cuba (1962-1965), para integrarse finalmente en el Comité Central del Partido Comunista de Cuba en 1965.

## Carrera política
En 1970 dejó sus cargos en las Fuerzas Armadas y se le encomendaron tareas de dirección en el sector industrial, de bienes de consumo y comercio interior. El 24 de noviembre de 1972 fue nombrado vice primer ministro. En las elecciones parlamentarias de 1976 fue elegido diputado a la Asamblea Nacional del Poder Popular de Cuba.
El 28 de diciembre de 1981 fue nombrado presidente de la Asamblea Nacional del Poder Popular de Cuba.

## Fallecimiento
Falleció en La Habana el 27 de febrero de 1988, todavía en el ejercicio de sus funciones en la Asamblea Nacional. Fue enterrado en el Panteón de las Fuerzas Armadas de la Necrópolis de Cristóbal Colón.